# Friedewald (Hesse)
Pour les articles homonymes, voir Friedewald.
Friedewald est une municipalité allemande située dans le land de la Hesse et l'arrondissement de Hersfeld-Rotenburg.

## Source
- (de) Cet article est partiellement ou en totalité issu de l’article de Wikipédia en allemand intitulé « Friedewald (Hessen) » (voir la liste des auteurs).